# سیارک ۷۰۹

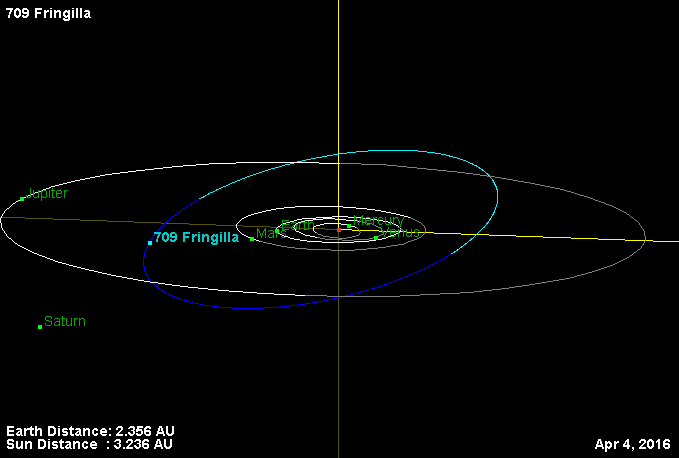
نمایی از محل قرارگیری سیارک ۷۰۹ در مدار – ۲۰۱۶

سیارک ۷۰۹ (به انگلیسی: 709 Fringilla، نامگذاری:1911LK) هفتصد و نهمین سیارک کشف شده‌است که در ۳ فوریه ۱۹۱۱ و در هایدلبرگ کشف شد.
قدر مطلق سیارک برابر ۹٫۰۴ است.